# Hans Gelderblom (Mediziner)
Hans R. Gelderblom (* 15. Mai 1939 in Elbing, Westpreußen; heute Elbląg, Polen) ist ein deutscher Virologe mit den Schwerpunkten HIV-Forschung und Elektronenmikroskopie, der bis 2004 am Robert Koch-Institut (RKI) in Berlin tätig war.

## Werdegang
Hans Gelderblom besuchte das Friedrichs-Gymnasium Herford. Sein Bruder ist der Historiker Bernhard Gelderblom. Nach dem Abitur 1959 leistete Hans Gelderblom seinen Wehrdienst ab. Anschließend studierte er Medizin an der Universität des Saarlandes. Im Anschluss an das 1965 abgelegte Staatsexamen wurde er 1966 mit einer Arbeit über Strukturproteine von Adenoviren zum Dr. med. promoviert. Nach einer Zeit als Medizinal-Assistent im Bereich Virologie erhielt er 1968 die Approbation als Arzt. Danach war er wissenschaftlicher Mitarbeiter am Max-Planck-Institut für Virusforschung in Tübingen und in der Forschungsgruppe zu Retroviren unter Heinz Bauer sowie Werner Schäfer tätig. Dort arbeitete sich Gelderblom in die Elektronenmikroskopie ein. 1971 wechselte er an das Robert Koch-Institut in Berlin, wo er für die Virusabteilung die Arbeitsgruppe Elektronenmikroskopie aufbaute. Ab 1977 leitete er das Fachgebiet „Feinstrukturforschung in der Virologie“ und ab 1986 die Abteilung Virologie. 1994 wurde Gelderblom Professor am RKI und Leiter des Fachgebiets „Schnelldiagnostik biologisch relevanter Erreger, Bildgebende Verfahren“. 2004 trat er in den Ruhestand ein und befasst sich seitdem mit der Wissenschafts-Geschichte der frühen Elektronenmikroskopie in Deutschland.

## Wissenschaftliche Schwerpunkte
Zu den wissenschaftlichen Schwerpunkten Gelderbloms gehörte die Erforschung der Grundlagen der Viren-Feinstruktur. Auch führte er Studien zur Virus-Zell-Wechselwirkung von humanen und animalen Viren, insbesondere bei Retroviren, durch. Auf der Basis von Elektronenmikroskopie-Befunden gelang Hans Gelderblom in den 1980er Jahren die Strukturaufklärung des HI-Virus und 1987 erstellte er das erste Modell des Virus. Des Weiteren befasste er sich mit der diagnostischen Elektronenmikroskopie bei Infektionskrankheiten und der Virus-Schnelldiagnostik.
1997 gründete Gelderblom am RKI das Konsiliarlabor für Diagnostische Elektronenmikroskopie im Deutschen Netzwerk Infektiologie. Von 1999 bis 2005 war er Sprecher des Arbeitskreises Elektronenmikroskopie-Erregerdiagnostik (AK-EMED) der Deutschen Gesellschaft für Elektronenmikroskopie.

## Auszeichnungen
- 1988: Aids-Forschungspreis der Deutschen Gesellschaft für Infektiologie[3]
- 2012: Loeffler-Frosch-Medaille der Gesellschaft für Virologie

## Veröffentlichungen (Auswahl)
- mit H. Bauer, H. Frank, R. Wigand: The structure of group II adenoviruses. J. Gen.Virol. 1, 553-560. doi:10.1099/0022-1317-1-4-553, 1967
- mit H. Schwarz: Relationship between the Mason-Pfizer monkey virus and HeLa virus in: immunoelectron microscopy. J. Natl. Cancer Inst. 56, 635-638. doi:10.1093/jnci/56.3.635, 1976
- mit I. Tischer, W. Vettermann, M. A. Koch:  A very small porcine virus with circular single-stranded DNA. Nature 295, 64-66 PMID 7057875. doi:10.1038/295064a0, 1982
- mit H. Reupke, G. Pauli: Loss of envelope antigens of HTLV-III/LAV, a factor in AIDS pathogenesis? Lancet 3261, 1985 II, 1016-1017. PMID 2865493 doi:10.1016/s0140-6736(85)90570-7, 1985
- mit E.H.S. Hausmann, M. Özel, G.Pauli, M.A. Koch: Fine structure of human immunodeficiency virus (HIV) and immunolocalization of structural proteins. Virology 156, 171-176. PMID 3643678 doi:10.1016/0042-6822(87)90449-1, 1987
- mit D.H. Krüger, P. Schneck: Sixty years ago: Helmut Ruska and the visualization of viruses. Lancet 355 I 2000, 1713–1717. doi:10.1016/0140-6736(00)02250-9, 2000.
- Elektronenmikroskopie im Methodenspektrum der Bioterrorismus-Diagnostik. Bundesgesundhbl. - Gesundheitsforsch. - Gesundheitsschutz 46, 984-988. doi:10.1007/s00103-003-0718-y, 2003
- mit D.H. Krüger: Helmut Ruska (1908–1973): His role in the evolution of electron microscopy in the life sciences, and especially virology. Advances in Imaging and Electron Physics 182, 1–94. Academic Press/Elsevier Inc. doi:10.1016/B978-0-12-800146-2.00001-1, 2014
- mit L. Möller, M. Laue: External quality assurance (EQA) in diagnostic electron microscopy (DEM) of infectious diseases: Aims, and roots, results and perspectives. http://doi.org/10.25646/5388, 2016
- mit D. Madeley: Rapid viral diagnosis of orthopoxviruses by electron microscopy: optional or a must? Viruses 2018, 10, 142. doi:10.3390/v10040142, 2018
- Bodo von Borries (1905–1956): Herforder und Friederizianer – Ein Pionier der Elektronenmikroskopie. In: Historisches Jahrbuch 2020 für den Kreis Herford, Band 27, S. 154-199. Verlag für Regionalgeschichte, Bielefeld 2019, ISBN 978-3-7395-1227-3.
- mit H. Schwarz: Rudolf Rühle and the Bosch electron microscope: another early commercial electron microscope. In: The Beginnings of Electron Microscopy – Part 2. Advances in Imaging and Electron Physics 221, 311-376. Elsevier. doi:10.1016/bs.aiep.2022.03.011, 2022